# Xã Geneseo, Quận Cerro Gordo, Iowa
Xã Geneseo (tiếng Anh: Geneseo Township) là một xã thuộc quận Cerro Gordo, tiểu bang Iowa, Hoa Kỳ. Năm 2010, dân số của xã này là 1.223 người.